# 恩斯特·馮·霍普納
恩斯特·威廉·阿諾德·馮·霍普納（德語：Ernst Wilhelm Arnold von Hoeppner，1860年1月14日—1922年9月26日）是一名德意志帝國陸軍將領，最高軍階為騎兵上將，以在第一次世界大戰期間擔任德意志帝國陸軍航空隊司令而聞名。

## 生平

### 早年
霍普納於1860年1月14日出生在德意志帝國波美拉尼亞沃林托寧，為家中排名第三的兒子，父親恩斯特·費迪南·霍普納（Ernst Ferdinand Hoeppner，1813—1881）是一名普魯士陸軍少校，其家族出身於波美拉尼亞，自18世紀便在普魯士陸軍中服役，母親威爾赫敏·米娜（Wilhelmine Minna，舊姓克羅普夫（Kropf），1827—1896）。
關於霍普納童年與青年時期的資訊甚少，該人於1872年8月6日進入波茨坦軍官學校就讀，後於1876年5月1日轉入普魯士騎兵軍官學校，至1879年4月12日畢業，以少尉軍階被分配至施滕達爾第6龍騎兵團。1884年10月初，又跟隨該團調動，霍普納被派駐於迪登霍芬，1885年10月1日至1887年9月30日間，霍普納就讀於漢諾威皇家軍事騎術學院，成績優異。之後於1893年任駐亞爾薩斯科爾馬第14龍騎兵團中隊長。1885年7月14日，霍普納與瓦倫蒂娜·馮·波平豪森（Valentine von Pöppinghausen）結婚，育有三名子女：布索（Busso，1887年夭折）、瑪戈特（Margot，1888年生）、格爾德（Gerd，1894—1939）。1889年10月至1892年7月，霍普納於柏林戰爭學院深造，並獲得了服務於總參謀部的推薦書。
1893年，霍普納被調入總參謀部，於鐵路單位工作。同年9月14日，被任命為第14龍騎兵團中隊長。1897年10月1日，任第14軍龍騎兵分隊長。1899年1月31日，霍普納開始參謀軍官工作，任職於第29師參謀部，而4月1日後又被調至第39師參謀部。1902年4月22日，霍普納再度被調回總參謀部。1904年1月27日，任駐阿爾托納第9軍第一參謀官。1905年10月初，再度調回總參謀部。1906年，晉升中校，並被派至駐迪登霍芬任第13驃騎兵團團長。1908年8月，改任第7軍參謀長。1909年3月24日，晉升上校。1912年6月4日，晉升少將。10月，出任第4騎兵旅旅長。1913年6月16日，德皇威廉二世登基25週年紀念日，霍普納被擢升為普魯士世襲貴族。

### 第一次世界大戰
1914年8月，第一次世界大戰爆發，霍普納擔任馬克斯·馮·豪森指揮的第3軍團參謀長，參與西線戰事。1915年2月14日，由於第3軍團司令豪森的次任卡爾·馮·艾內姆與最高陸軍指揮部和埃里希·馮·法金漢的關係緊張，霍普納受到波及而被解除軍團參謀長職務，改任第17後備師師長，而離開參謀工作對該人是一重大打擊。1915年6月18日，滑鐵盧戰役一百週年紀念日，霍普納晉升中將，並在數日後又能從事參謀工作，被調至第2軍團任參謀長，但由於與軍團司令卡爾·馮·比洛不合，又於1916年4月12日被調任為第75後備師師長。
當時德國陸軍航空部隊以中隊編制設置於各軍團司令部下，但隨著空中力量對戰事的重要性日益顯現，自1916年春季起，軍中一直有要求將航空隊獨立建軍的呼聲，早在1915年2月赫爾曼·馮德利特-湯姆森少校便曾提出，在1916年3月的備忘錄中更是直指應建立一個中央機構負責統籌所有航空相關的職權部門，但受制於陸軍、海軍和財政機關彼此不願削減自身的影響力而滯礙於行。直到因索姆河會戰和凡爾登戰役的經驗後，最高陸軍指揮部於1916年10月8日通過一道命令，陸軍將國內外所有空戰和防空力量單位集結至一直屬於總參謀長的機構下管理。儘管湯姆森試著出任該機構首長，但其軍階與資歷不足，總參謀部希望候選人有受過總參謀部培訓的背景，湯姆森原推薦赫爾曼·馮·斯坦因作為候選者，但該人後出任普魯士戰爭部長而未果，作為候補的埃瓦爾德·馮·洛克豪也之後退出。迫於時間壓力，湯姆森選擇了霍普納，後者於1916年11月12日收到該任命，擔任「空軍總指揮官」（德語：Kommandierender General der Luftstreitkräfte，常縮寫為Kogenluft），直接向最高陸軍指揮部保罗·冯·兴登堡負責。
霍普納的職務範圍涵蓋甚廣，重組了分散在陸軍各軍團的航空部隊、提高戰鬥機中隊的數量、組織「美洲計畫」提高飛機的產量（每個月產量翻倍至2000架）、監督本土空軍的建設、飛行員訓練學校、防空部隊、飛艇部隊、氣球部隊等等。然而霍普納沒能建立一支事實上的統一空軍，德意志帝國下屬各邦國，如巴伐利亞、符騰堡、巴登和薩克森的航空兵單位依舊維持獨立，也配置於其各自的地面部隊單位，帝國海軍也依舊保有自己的飛艇和飛機。此外，由於霍普納的政策傾向保守，其對於德國航空部隊發展的影響並不顯著，更具有開創性和重要的決策多為其參謀長湯姆森與飛行部隊督察威廉·西克特少校所主導。
由於擔任空軍領導人的貢獻，霍普納於1917年4月8日被授予功勳勳章，然而1917年10月至1918年1月間因一場手術造成的併發症，霍普納無法正常工作。十一月革命後，霍普納於1919年4月被任命為第18軍司令，同年9月30日，部隊解編，霍普納申請退役，並被晉升為騎兵上將。霍普納還曾被協約國代表指控違反國際法進行消耗戰，而被要求引渡名單上，但並未成事。

### 晚年
退役後的霍普納回到故鄉沃林島，並撰寫回憶錄，名為《德國的空中戰爭》（Deutschlands Krieg in der Luft），本作後來被納粹政權用於宣傳。霍普納的退休生活窮困潦倒，不僅健康狀況惡化，其經濟狀況也因馬克迅速貶值而破產，還為治療其子的肺病而負債一萬瑞士法郎。1922年9月26日，霍普納因罹患西班牙流感逝世，享年62歲，葬於出生地托寧。

## 榮譽
- 紅鷹勳章：三級，附綬帶[20]
- 王冠勳章：三級[20]
- 普魯士長期服役十字勳章[20]
- 哲林根獅子勳章：一級騎士十字[20]
- 利珀榮譽十字勳章：二級附橡葉[20]
- 獅鷲勳章：榮譽十字級[20]
- 阿爾布雷希特勳章：一等級騎士十字，附王冠[20]
- 維多利亞皇家勳章：司令級[20]
- 聖毛里求斯暨拉撒路勳章：司令級[20]

## 註腳
1. 1 2 3 4 5 6 7  Viser
2. ↑  Fredette（2006年），第38页
3. 1 2  Lenhard-Schramm（2020年），第140页
4. 1 2 3 4 5 6 7 8  Sternal（2018年），第92页
5. 1 2 3 4  Lenhard-Schramm（2020年），第141页
6. 1 2 3 4 5 6 7  Lenhard-Schramm（2020年），第142页
7. 1 2 3  Lenhard-Schramm（2020年），第143页
8. 1 2 3  Lenhard-Schramm（2020年），第144页
9. 1 2  Lenhard-Schramm（2020年），第145页
10. 1 2  Sternal（2018年），第94页
11. ↑  Lenhard-Schramm（2020年），第146页
12. ↑  Lawson & Lawson（2002年），第96页
13. ↑  Lenhard-Schramm（2020年），第147-148页
14. 1 2  Lenhard-Schramm（2020年），第147页
15. ↑  Lenhard-Schramm（2020年），第149页
16. 1 2 3  Sternal（2018年），第95页
17. 1 2 3  Lenhard-Schramm（2020年），第150页
18. ↑  Castan（2007年），第264页
19. ↑  flieger-album
20. 1 2 3 4 5 6 7 8 9  Preußisches Kriegsministerium（1914年），第58页